# Davisomycella ponderosae
Davisomycella ponderosae är en svampart som först beskrevs av Staley, och fick sitt nu gällande namn av Dubin 1969. Davisomycella ponderosae ingår i släktet Davisomycella och familjen Rhytismataceae.   Inga underarter finns listade i Catalogue of Life.